# Fútbol femenino en los Juegos del Pacífico 2023
El fútbol femenino fue una de las disciplinas en las que se disputaron medallas en los Juegos del Pacífico 2023 realizados en Honiara, Islas Salomón.
Se disputaron entre el 17 y el 2 de diciembre y tomaron parte 10 selecciones. Se dividieron en tres grupos, un grupo de 4 selecciones y dos grupos de tres selecciones.

## Sedes
3 sedes confirmadas.
| Honiara          | Honiara             | Honiara       |
| ---------------- | ------------------- | ------------- |
| Estadio Nacional | Estadio Lawson Tama | Academia SIFF |
| Capacity: 10,000 | Capacity: 20,000    | Capacity: 500 |

## Participantes
| Equipos participantes | Equipos participantes | Equipos participantes | Equipos participantes | Equipos participantes |
| --------------------- | --------------------- | --------------------- | --------------------- | --------------------- |
| Samoa Americana       | Islas Cook            | Fiyi                  | Nueva Caledonia       | Papúa Nueva Guinea    |
| Islas Salomón         | Samoa                 | Tonga                 | Tahití                | Vanuatu               |

## Primera fase
La lista del equipo fue confirmada el 21 de octubre de 2023.

### Grupo A
| Equipo             | Pts | PJ | PG | PE | PP | GF | GC | Dif |
| ------------------ | --- | -- | -- | -- | -- | -- | -- | --- |
| Papúa Nueva Guinea | 7   | 3  | 2  | 1  | 0  | 14 | 2  | +12 |
| Nueva Caledonia    | 7   | 3  | 2  | 1  | 0  | 11 | 4  | +7  |
| Islas Cook         | 3   | 3  | 1  | 0  | 2  | 5  | 8  | -3  |
| Samoa Americana    | 0   | 3  | 0  | 0  | 3  | 0  | 16 | -16 |

| Fecha                          | Lugar   |                    |  | Resultado |  |                    |
| ------------------------------ | ------- | ------------------ |  | --------- |  | ------------------ |
| 17 de noviembre de 2023, 16:00 | Honiara | Islas Cook         |  | 2:5       |  | Nueva Caledonia    |
| 17 de noviembre de 2023, 19:00 | Honiara | Papúa Nueva Guinea |  | 9:0       |  | Samoa Americana    |
| 20 de noviembre de 2023, 16:00 | Honiara | Papúa Nueva Guinea |  | 3:0       |  | Islas Cook         |
| 20 de noviembre de 2023, 19:00 | Honiara | Nueva Caledonia    |  | 4:0       |  | Samoa Americana    |
| 23 de noviembre de 2023, 16:00 | Honiara | Islas Cook         |  | 3:0       |  | Samoa Americana    |
| 23 de noviembre de 2023, 19:00 | Honiara | Nueva Caledonia    |  | 2:2       |  | Papúa Nueva Guinea |

### Grupo B
| Equipo | Pts | PJ | PG | PE | PP | GF | GC | Dif |
| ------ | --- | -- | -- | -- | -- | -- | -- | --- |
| Samoa  | 6   | 2  | 2  | 0  | 0  | 7  | 3  | +4  |
| Tahití | 1   | 2  | 0  | 1  | 1  | 4  | 5  | -1  |
| Tonga  | 1   | 2  | 0  | 1  | 1  | 3  | 6  | -3  |

| Fecha                          | Lugar   |        |  | Resultado |  |        |
| ------------------------------ | ------- | ------ |  | --------- |  | ------ |
| 18 de noviembre de 2023, 12:00 | Honiara | Tahití |  | 2:3       |  | Samoa  |
| 21 de noviembre de 2023, 12:00 | Honiara | Tonga  |  | 2:2       |  | Tahití |
| 24 de noviembre de 2023, 12:00 | Honiara | Samoa  |  | 4:1       |  | Tonga  |

### Grupo C
| Equipo        | Pts | PJ | PG | PE | PP | GF | GC | Dif |
| ------------- | --- | -- | -- | -- | -- | -- | -- | --- |
| Fiyi          | 6   | 2  | 2  | 0  | 0  | 7  | 3  | +4  |
| Islas Salomón | 3   | 2  | 1  | 0  | 1  | 2  | 4  | -2  |
| Vanuatu       | 0   | 2  | 0  | 0  | 2  | 2  | 4  | -2  |

| Fecha                          | Lugar   |               |  | Resultado |  |               |
| ------------------------------ | ------- | ------------- |  | --------- |  | ------------- |
| 18 de noviembre de 2023, 15:00 | Honiara | Islas Salomón |  | 1:0       |  | Vanuatu       |
| 21 de noviembre de 2023, 15:00 | Honiara | Fiyi          |  | 2:1       |  | Vanuatu       |
| 24 de noviembre de 2023, 15:00 | Honiara | Fiyi          |  | 4:1       |  | Islas Salomón |

## Fase de colocación (5-8 puesto)
|  | 5° al 8.° puesto | 5° al 8.° puesto |               |   | 5°puesto | 5°puesto |
|  |                  |                  |               |   |          |          |
|  |                  |                  |               |   |          |          |
|  |                  |                  |               |   |          |          |
|  | Islas Salomón    | 1                |               |   |          |          |
|  | Islas Salomón    | 1                |               |   |          |          |
|  | Tonga            | 0                |               |   |          |          |
|  | Tonga            | 0                | Islas Salomón | 1 |          |          |
|  |                  |                  | Islas Salomón | 1 |          |          |
|  |                  | Vanuatu          | 2             |   |          |          |
|  | Vanuatu          | Vanuatu          | 2             | 2 |          |          |
|  | Vanuatu          |                  |               | 2 |          |          |
|  | Tahití           | 1                |               |   |          |          |
|  | Tahití           | 1                | 7°puesto      |   |          |          |
|  |                  |                  |               |   |          |          |
|  |                  |                  |               |   |          |          |
|  |                  |                  |               |   |          |          |
|  | Tonga            | 2                |               |   |          |          |
|  | Tonga            | 2                |               |   |          |          |
|  | Tahití           | 0                |               |   |          |          |

|  | 9°puesto              |   |
|  |                       |   |
|  | 28 de noviembre       |   |
|  |                       |   |
|  | Samoa Americana (w/o) | 3 |
|  | Samoa Americana (w/o) | 3 |
|  | Islas Cook            | 0 |
|  | Islas Cook            | 0 |

### Noveno lugar
| Fecha                          | Lugar   |                 |  | Resultado |  |            |
| ------------------------------ | ------- | --------------- |  | --------- |  | ---------- |
| 28 de noviembre de 2023, 13:00 | Honiara | Samoa Americana |  | 3:0 (w/o) |  | Islas Cook |

### Semifinales
| Fecha                          | Lugar   |               |  | Resultado |  |        |
| ------------------------------ | ------- | ------------- |  | --------- |  | ------ |
| 28 de noviembre de 2023, 16:00 | Honiara | Vanuatu       |  | 2:1       |  | Tahití |
| 28 de noviembre de 2023, 19:00 | Honiara | Islas Salomón |  | 1:0       |  | Tonga  |

### Séptimo lugar
| Fecha                         | Lugar   |       |  | Resultado |  |        |
| ----------------------------- | ------- | ----- |  | --------- |  | ------ |
| 1 de diciembre de 2023, 10:00 | Honiara | Tonga |  | 2:0       |  | Tahití |

### Quinto lugar
| Fecha                         | Lugar   |               |  | Resultado |  |         |
| ----------------------------- | ------- | ------------- |  | --------- |  | ------- |
| 1 de diciembre de 2023, 13:00 | Honiara | Islas Salomón |  | 1:2       |  | Vanuatu |

## Fase final
|  | Semifinales        | Semifinales |                    |   | Final | Final |
|  |                    |             |                    |   |       |       |
|  |                    |             |                    |   |       |       |
|  |                    |             |                    |   |       |       |
|  | Papúa Nueva Guinea | 5           |                    |   |       |       |
|  | Papúa Nueva Guinea | 5           |                    |   |       |       |
|  | Samoa              | 1           |                    |   |       |       |
|  | Samoa              | 1           | Papúa Nueva Guinea | 4 |       |       |
|  |                    |             | Papúa Nueva Guinea | 4 |       |       |
|  |                    | Fiyi        | 1                  |   |       |       |
|  | Nueva Caledonia    | Fiyi        | 1                  | 0 |       |       |
|  | Nueva Caledonia    |             |                    | 0 |       |       |
|  | Fiyi               | 3           |                    |   |       |       |
|  | Fiyi               | 3           | Medalla de Bronce  |   |       |       |
|  |                    |             |                    |   |       |       |
|  |                    |             |                    |   |       |       |
|  |                    |             |                    |   |       |       |
|  | Samoa              | 1           |                    |   |       |       |
|  | Samoa              | 1           |                    |   |       |       |
|  | Nueva Caledonia    | 3           |                    |   |       |       |

### Semifinales
| Fecha                          | Lugar   |                    |  | Resultado |  |       |
| ------------------------------ | ------- | ------------------ |  | --------- |  | ----- |
| 27 de noviembre de 2023, 12:00 | Honiara | Papúa Nueva Guinea |  | 5:1       |  | Samoa |
| 27 de noviembre de 2023, 15:00 | Honiara | Nueva Caledonia    |  | 0:3       |  | Fiyi  |

### Medalla de Bronce
| Fecha                         | Lugar   |       |  | Resultado |  |                 |
| ----------------------------- | ------- | ----- |  | --------- |  | --------------- |
| 1 de diciembre de 2023, 12:00 | Honiara | Samoa |  | 1:3       |  | Nueva Caledonia |

### Final
| Fecha                         | Lugar   |                    |  | Resultado |  |      |
| ----------------------------- | ------- | ------------------ |  | --------- |  | ---- |
| 1 de diciembre de 2023, 15:00 | Honiara | Papúa Nueva Guinea |  | 4:1       |  | Fiyi |

## Estadísticas

### Clasificación general
| Pos. | Equipos            | Pts. | PJ | PG | PE | PP | GF | GC | Dif | Rend. |
| ---- | ------------------ | ---- | -- | -- | -- | -- | -- | -- | --- | ----- |
| 1    | Papúa Nueva Guinea | 13   | 5  | 4  | 1  | 0  | 23 | 4  | +19 | 81,3% |
| 2    | Fiyi               | 9    | 4  | 3  | 0  | 1  | 11 | 7  | +4  | 75%   |
| 3    | Nueva Caledonia    | 10   | 5  | 3  | 1  | 1  | 14 | 8  | +6  | 73.3% |
| 4    | Samoa              | 6    | 4  | 2  | 0  | 2  | 9  | 11 | -2  | 50%   |
| 5    | Vanuatu            | 6    | 4  | 2  | 0  | 2  | 6  | 6  | 0   | 50%   |
| 6    | Islas Salomón      | 6    | 4  | 2  | 0  | 2  | 4  | 6  | -2  | 50%   |
| 7    | Tonga              | 4    | 4  | 1  | 1  | 2  | 5  | 7  | -2  | 41%   |
| 8    | Tahití             | 1    | 4  | 0  | 1  | 3  | 5  | 9  | -4  | 13.3% |
| 9    | Samoa Americana    | 3    | 4  | 1  | 0  | 3  | 3  | 16 | -13 | 26.6% |
| 10   | Islas Cook         | 3    | 4  | 1  | 0  | 3  | 5  | 11 | -8  | 26.6% |

## Goleadoras
| Jugadora            | Selección          | Goles |
| ------------------- | ------------------ | ----- |
| Ramona Padio        | Papúa Nueva Guinea | 11    |
| Alice Wenessia      | Nueva Caledonia    | 5     |
| Marie Kaipu         | Papúa Nueva Guinea | 5     |
| Trina Davis         | Fiyi               | 3     |
| Julia Honakoko      | Nueva Caledonia    | 3     |
| Marie-Laure Palene  | Nueva Caledonia    | 3     |
| Sasjah Vikolia Dade | Samoa              | 3     |
| Ana Polovili        | Tonga              | 3     |